# (805) Hormuthia
(805) Hormuthia est un astéroïde de la ceinture principale découvert le 17 avril 1915 par l'astronome allemand Max Wolf.
Sa désignation provisoire était 1915 WW.
L’astéroïde a été nommé d’après Hormuth Kopff, l’épouse de l’astronome allemand August Kopff.